# Península Dos Lomas

Mapa de las islas Malvinas, con topónimos en idioma español (pulsar en la imagen para agrandarla).

La península Dos Lomas es una península ubicada entre la caleta Guardacosta (al norte y este) y el puerto Cachiyuyo (al oeste) en la costa oeste de la isla Soledad en el estrecho de San Carlos, en las islas Malvinas, que según la Organización de las Naciones Unidas (ONU), están en litigio de soberanía entre el Reino Unido, quien la administra como parte del territorio británico de ultramar de las Malvinas, y la Argentina, quien reclama su devolución, y la integra en el departamento Islas del Atlántico Sur de la provincia de Tierra del Fuego, Antártida e Islas del Atlántico Sur.
El extremo oeste de este accidente geográfico es uno de los puntos que determinan las líneas de base de la República Argentina, a partir de las cuales se miden los espacios marítimos que rodean al archipiélago.

## Historia y toponimia
Debe su nombre al cercano asentamiento de Dos Lomas, y no posee un topónimo en idioma inglés.
A partir de mediados del siglo XIX, los nombres de origen español del archipiélago suelen identificar ubicaciones y características de la geografía de tierra adentro, como un reflejo de la necesidad de orientación, delimitación y gestión de la ganadería por parte de los gauchos del Río de la Plata que habitaron las islas desde la década de 1820 en adelante.